# Jan Piwowoński
Jan Piwowoński (* 11. November 1924 in Chrzanów; † 13. Juli 1998) war ein polnischer Schulleiter und maritimer Sachbuchautor, der u. a. ein Standardwerk zur polnischen Schifffahrtsgeschichte nach 1918 verfasste. Daneben veröffentlichte er auch zur polnischen Eisenbahngeschichte.

## Leben und Wirken
Er schloss sein Studium mit einem Magister ab und promovierte später in an der Jagiellonen-Universität in Krakau im Fach Wirtschaftsgeographie. Er arbeitete als Schulleiter.
Über seine berufliche Tätigkeit hinaus forschte und publizierte Jan Piwowoński nachweisbar ab den 1950er Jahren über die Schifffahrts- und Eisenbahngeschichte. Er war freiberuflicher Mitarbeiter der Zeitschriften Morze (dt. Meer) und Przegląd morski (dt.: Maritimer Rückblick), in denen er zahlreiche Artikel veröffentlichte.
Seine ersten maritimen Titel erschienen 1959 in der Serie Miniatury Morskie (dt.: Nautische Miniaturen), in der er ab diesem Jahr bis 1971 populär gehaltene Titel zum Seekrieg im Zweiten Weltkrieg ebenso wie zur Handelsschifffahrt veröffentlichte. Anschließend folgten eigenständige Titel zur Schifffahrt, immer wieder unterbrochen durch Eisenbahnbücher und den Band Mury, Ktore Bronily Krakowa zu den Befestigungsanlagen von Krakau. 
Höhepunkt seines Schaffens und zugleich sein wichtigstes Werk ist Flota spod biało-czerwonej (dt.: Flotte unter Rot und Weiß), in dem er die polnische Schifffahrtsgeschichte von 1918 bis in die 1980er Jahre beschreibt. Dieses Buch – wie zahlreiche frühere Veröffentlichungen – wurde vom Marinemaler Adam Werka illustriert und ist zugleich die umfassendste Zusammenstellung dessen Werke.

## Publikationen (Auswahl)
- Samobójcze Pojedynki [dt. Selbstmordduelle], Verlag Wydawnictwo Morskie, Gdynia 1959.
- Nowoczesny statek handlowy [dt. Das moderne Handelsschiff], Verlag Wydawnictwo Morskie, Danzig 1975.
- Niezwykłe okręty [dt. Ungewöhnliche Schiffe], Verlag Nasza Księgarnia, Warschau 1977 und 1986.
- Parowozy kolei polskich [dt. Dampflokomotiven auf polnischen Eisenbahnen], WKiŁ, Warschau 1978.
- Niełatwe morze [dt.: Keine leichte See], Verlag Nasza Księgarnia, Warschau 1979.
- Płyną statki i okręty [dt.: Schiffe und Boote sind unterwegs], Verlag Nasza Księgarnia, Warschau 1981.
- Niecodzienne Rejsy [dt. Ungewöhnliche Kreuzfahrten], Verlag Nasza Księgarnia, Warschau 1981.
- Stalowe szlaki [dt.: Straßen aus Stahl], Verlag Nasza Księgarnia, Warschau 1981.
- Mury, Ktore Bronily Krakowa [dt. Die Mauern, die Krakau verteidigten] Krajowa Agencja Wydawnicza, Krakau 1986.
- Nierówne boje [dt.: Ungleiche Kämpfe]. Verlag Nasza Księgarnia, Warschau 1988.
- Flota spod biało-czerwonej [dt.: Flotte unter Rot und Weiß], Verlag Nasza Księgarnia, Warschau 1989.
- Dzwonią tramwaje [dt.: Die Straßenbahnen läuten], Verlag Nasza Księgarnia, Warschau 1989.
- Korsarze dwóch wojen [dt.: Korsaren aus zwei Kriegen], AGo, Krakau 1994.